# Rügensche Kleinbahn
Rügensche Kleinbahn  är en smalspårig järnväg på ön Rügen i det tyska förbundslandet Mecklenburg-Vorpommern. Banan har spårvidden 750 mm och kallas också för Rasender Roland (svenska: Rusande Roland).

## Sträckan
I dag går järnvägslinjen från Putbus till Göhren (24,1 km), via orterna Binz, Sellin och Baabe. Sträckan drivs med historiska ånglok och vagnar, somliga 100 år gamla. Sedan 2008 körs trafiken av järnvägsbolaget Eisenbahn-Bau- und Betriebsgesellschaft Pressnitztalbahn mbH (PRESS).

## Historia

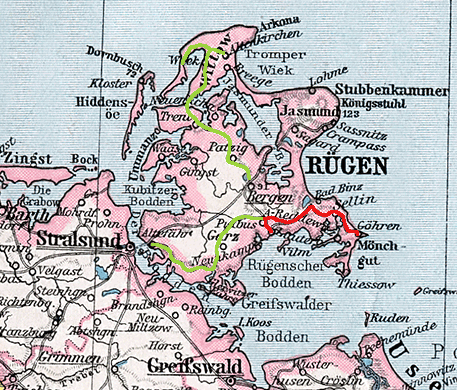
Karta över det smalspåriga järnvägsnätet på ön Rügen: i dag (röd), nedlagd (grön)

### 1800-talet
1893 grundades aktiebolaget Rügensche Kleinbahn AG (RüKB), som började att bygga en järnvägslinje mellan Putbus och Binz, vilken öppnades 1895. Det smalspåriga järnvägsnätet på ön Rügen byggdes ut av RüKB fram till 1899. Bland annat byggdes en järnväg från Putbus till Altefähr vid Strelasunden (anknytning till färjan till Stralsund) och en från Bergen till Altenkirchen (nära Kap Arkona). Ytterligare förlängdes sträckan Putbus – Binz till Göhren. 1899 bestod det smalspåriga järnvägsnätet på ön av 97,3 kilometer järnvägslinjer.

### 1900-talet
Efter andra världskriget drevs banan av Deutsche Reichbahn (1949), som lade ned järnvägslinjerna Altefähr-Putbus 1967 och Bergen-Altenkirchen 1968/69. 1967 nedlades även godstrafiken på sträckan från Putbus till Göhren.
Efter den tyska återföreningen övertog Deutsche Bahn järnvägslinjen, som drev järnvägen fram till 1995.